# Molí de Miarons
El Molí de Miarons és un edifici de Manlleu (Osona) inclòs a l'Inventari del Patrimoni Arquitectònic de Catalunya.

## Descripció
Es tracta d'un molí fariner, les aigües del qual van possibilitar la construcció de les tres fàbriques del carrer Vendrell.
L'immoble consta de dos cossos coberts amb teulada a doble vessant. En una de les façanes es pot veure un portal d'arc de mig punt adovellat amb finestres a banda i banda d'arc escarser. Al primer pis hi ha finestres d'arc de mig punt i a les golfes finestres d'arc rebaixat.

## Història
L'origen el trobem en el segle xvii. Està documentat des de 1679.